# Yukie Nakama
Yukie Nakama é uma atriz, modelo e cantora japonesa. Nasceu no dia 30 de Outubro de 1979 na cidade de Urasoe, Okinawa.

## Biografia
Ela é atriz, modelo, cantora e já trabalhou como dubladora (fez a voz de Mutsuki Asahina, Haunted Junction).
Seus filmes e personagens mais famosos no Brasil são Ringu 0 (interpretando Sadako Yamamura) e Shinobi: Heart Under Blade (interpretou Oboro).
Ela é a caçula de 5 irmãos.
Como cantora, cantou a música de abertura do anime Haunted Junction e a música tema de MegamanX4. Possui uma música chamada "Koi no download" e já ganhou um prêmio no Kouhaku Utagasen cantando a música "Aoi Tori".
Atualmente, é a apresentadora do mesmo.

## Filmografia

### Cinema
- 2006: Ô-oku: The Movie
- 2006: Trick 2
- 2005: Shinobi
- 2003: Satoukibi Batake no Uta
- 2003: G@me
- 2002: Ashita ga arusa: The Movie
- 2002: Trick Movie
- 2001: Love Song
- 2001: Oboreru sakana
- 2000: Ringu 0: Bâsudei
- 1999: Gamera 3: Iris kakusei
- 1998: Love & Pop
- 1996: Tomoko no baai

### Séries
- 2013: Saki ~ Mitsuketa. Anata no kowashikata
- 2012: Ghost Mama Sousasen
- 2012: Renai Neet ~Wasureta Koi no Hajimekata
- 2011: Nankyoku Tairiku
- 2011: Tempest
- 2010: Utsukushi Rinjin
- 2010: 99-nen no Ai ~Japanese Americans
- 2009: Untouchable
- 2009: Arifureta Kiseki
- 2008: Gokusen 3
- 2007: Himawari
- 2007: Joshi deka
- 2007: Shimane no bengoshi
- 2007: Erai Tokoro ni Totsuide Shimatta!
- 2006: Satomi Hakenden
- 2006: Kōmyō-ga-tsuji
- 2005: Trick TV Special
- 2005: Haru e Natsu
- 2005: Gokusen 2
- 2004: Otouto
- 2004: Tokyo Wankei
- 2004: Ranpo R
- 2003: Trick 3
- 2003: Kao
- 2003: Gokusen Special Sayonara 3-nen D-gumi ... Yankumi namida no sotsugyoshiki
- 2003: Musashi
- 2002: Night Hospital byouki wa nemuranai
- 2002: Gokusen
- 2002: Trick 2
- 2001: Uso Koi
- 2001: Ashita ga arusa
- 2001: FACE ~Mishiranu Koibito~
- 2000: Trick
- 2000: Nisennen no koi / Love 2000
- 1999: P.S. Genki desu, Shunpei
- 1999: Kimi to ita mirai no tame ni: I'll be Back
- 1998: Hashire koumuin!
- 1998: Kamisama mou sukoshi dake
- 1997: Odoru daisousasen saimatsu tokubetsu keikai
- 1997: Shiawase iro shashinkan
- 1997: Dangerous Angel x Death Hunter
- 1997: Mokuyou no kaidan
- 1996: Itazura na Kiss
- 1996: Mou gaman dekinai